# Гайзаторикс
Гайзаторикс (др.-греч. Γεζατόριγος) — тетрарх Галатии, возможно, правивший также в Пафлагонии во II веке до н. э.

## Биография
Имя «Гайзаторикс» в переводе с кельтского языка может означать «метатель копья».
Гайзаторикс вместе с другим тетрархом Карсигнатом признал свою зависимость от понтийского царя Фарнака I. Сапрыкин С. Ю. высказал предположение, что благодаря этому под юрисдикцию Понта перешли и некоторые фригийские владения Атталидов.
Однако во время войны 183—179 годов до н. э. Фарнака I с коалицией малоазийсих правителей Пергама, Каппадокии и Вифинии галатские тетрархи выразили намерение перейти на сторону союзников. По мнению Сапрыкина С. Ю., причиной этому могло послужить избиение понтийским полководцем Леокритом наёмников-галатов в городе Тиос.
Страбон при описании приграничных с Вифинией частей Пафлагонии упоминал некую «область Гезаторига».